# Liptovský Mikuláš
Liptovský Mikuláš (Ausspracheⓘ, deutsch Liptau-Nikolaus; bis 1952 slowakisch „Liptovský Svätý Mikuláš“; deutsch Liptau-Sankt-Nikolaus oder Sankt Nikolaus in der Liptau, ungarisch Liptószentmiklós) ist eine Stadt in der mittleren Slowakei mit 29.860 Einwohnern (Stand 31. Dezember 2024). Es ist die größte Stadt des Okres Liptovský Mikuláš und gleichzeitig dessen Hauptstadt und das traditionelle Zentrum der Landschaft Liptau (slowakisch Liptov).

## Geographie
Die Stadt ist im Liptauer Becken (slowakisch Liptovská kotlina), einem Teil des größeren Kessels unter der Tatra zwischen der Westtatra nördlich der Stadt und der Niederen Tatra im Süden am Waagfluss gelegen. Im Nordwesten wird sie durch die Chočener Berge (slowakisch Chočské vrchy) begrenzt. In der Stadt nimmt die Waag die Zuflüsse wie Demänovka, Smrečianka und weitere auf, ehe sie in die Talsperre Liptovská Mara mündet.
Das Stadtzentrum liegt auf einer Höhe von 576 m n.m. und ist 87 Kilometer von Žilina, 172 km von Košice und 288 km von Bratislava entfernt (Straßenentfernung).
Die folgenden Angaben beziehen sich auf die Luftlinie zum nächsten Ortszentrum und die Entfernungen sind auf halbe Kilometer kaufmännisch gerundet. Städte sind fett hervorgehoben.
| Liptovský Trnovec, Dolný Kubín 6,5 km, 27 km | Bobrovec, Tvrdošín 4 km, 28 km              | Veterná Poruba 5,5 km              |
| Galovany, Ružomberok 9,5 km, 22 km           | Kompassrose, die auf Nachbargemeinden zeigt | Beňadiková, Poprad 5,5 km, 50,5 km |
| Svätý Kríž, Banská Bystrica 7 km, 51,5 km    | Demänovská Dolina, Brezno 12,5 km, 31 km    | Závažná Poruba 4 km                |

## Stadtteile

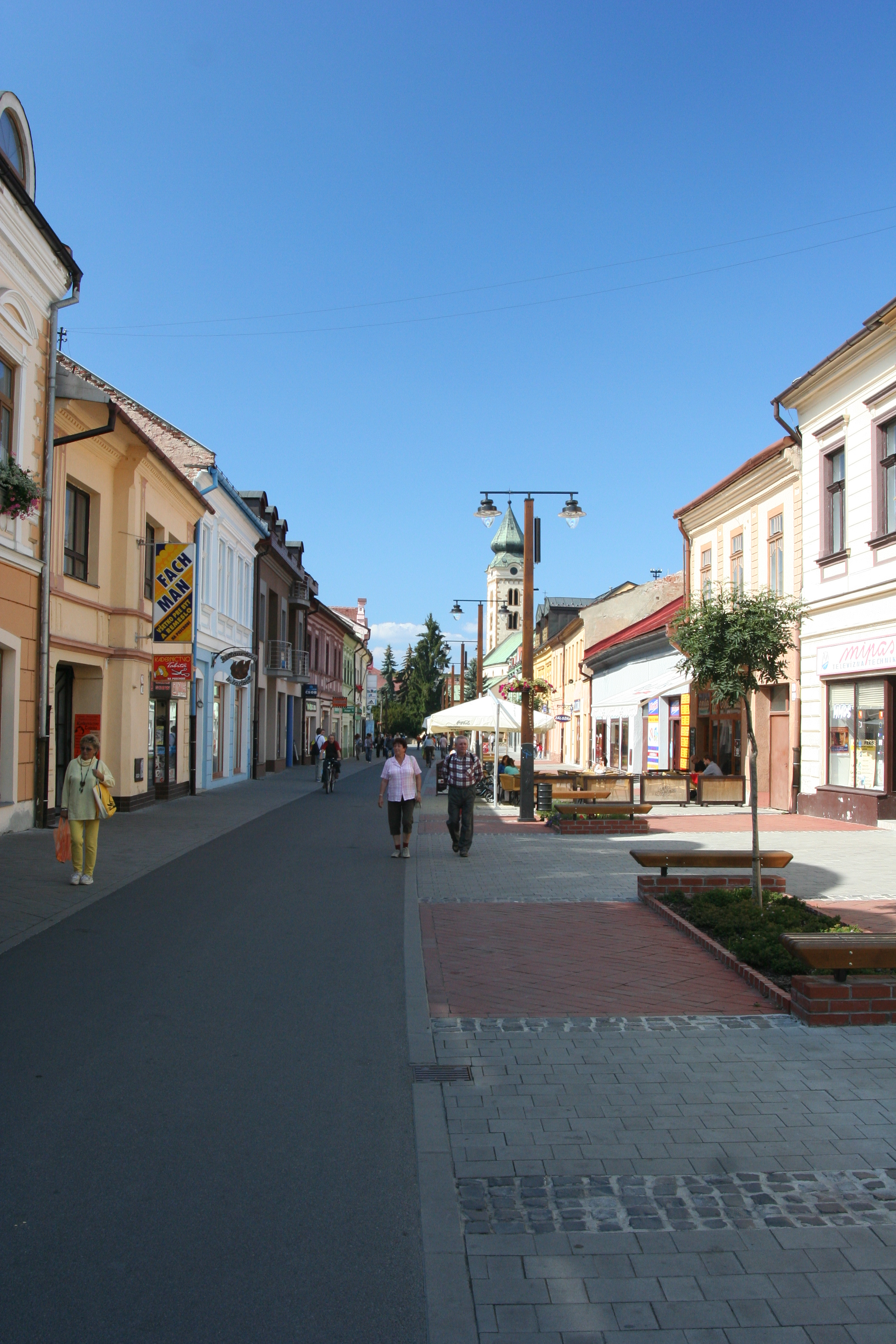
Innenstadt

Die Stadt gliedert sich in folgende Ortsteile:
- Andice (1920 nach Benice eingemeindet)
- Benice (1976 eingemeindet)
- Bodice (1976 eingemeindet)
- Demänová (1976 eingemeindet)
- Iľanovo (1976 eingemeindet)
- Liptovská Ondrašová (1960 eingemeindet)
- Liptovský Mikuláš
- Nábrežie-Vrbica (Vrbica 1923 eingemeindet, kein Stadtteil mehr)
- Okoličné (1971 eingemeindet)
- Palúdzka (1960 eingemeindet)
- Ploštín (1976 eingemeindet)
- Stošice (1882 nach Okoličné eingemeindet)
- Vitálišovce (1924 nach Okoličné eingemeindet)

## Geschichte

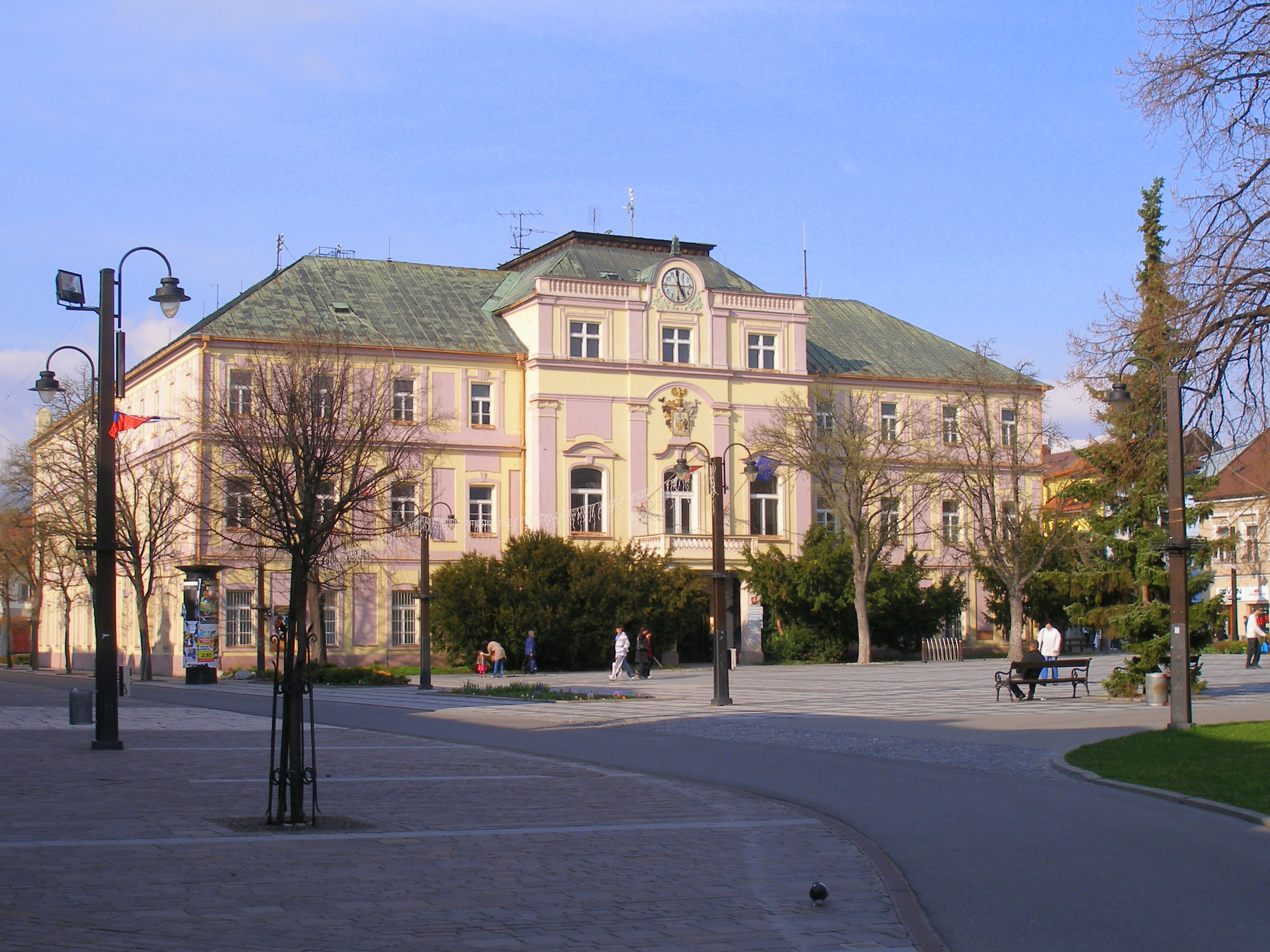
Komitatshaus

Der Talkessel um Liptovský Mikuláš ist seit der Steinzeit besiedelt. Auf dem Gebiet der heutigen Gemeinde wechselten zunächst verschiedene Völker aus der Badener Kultur, Lausitzer Kultur und Kelten; eine dauerhafte Besiedlung gibt es erst nach der Einwanderung der Slawen im 9. Jahrhundert.
Erstmals urkundlich erwähnt wurde die Stadt im Jahr 1286 als possessio Scentmiklos. Zu dieser Zeit war sie eine Pfarrsiedlung bei der Kirche des Heiligen Nikolaus, die der Stadt seinen Namen gab. Nach dem Erwerb des Marktrechts im Jahr 1360 begann die Entwicklung als ein Marktflecken, bestätigt im Jahr 1424 durch Sigismunds Verleihung des Rechts, einen Jahrmarkt zu veranstalten. Weite Teile der mittelalterlichen Geschichte sind mit dem Geschlecht Pongrácz eng verbunden, bestätigt durch das noch heute bestehende Herrenhaus.
Der Hochaltar der Franziskanerkirche in Okoličné wurde um die Wende zum 16. Jahrhundert von dem namentlich noch nicht bekannten Meister von Okoličné gestaltet.
Im 16. und 17. Jahrhundert kam es zu einer großen Entwicklung des Handels und es entstanden die ersten Zünfte der Schmiede, Schlosser, Metzger, Müller und anderer, die besonders im 17. Jahrhundert rasch wuchsen. 1573 wurde die erste Schule der Stadt gegründet. Die wachsende Bedeutung wurde durch Tagungen der Gespanschaft Liptau im späten 17. Jahrhundert bestätigt, bevor der Sitz 1712 in ein zum Zweck erworbenes Gespanschaftshaus verlegt wurde. Dort wurde im März 1713 der slowakische „Robin Hood“ Juraj Jánošík zum Tode verurteilt und hingerichtet. Die Bedeutung als Handelszentrum der Gegend wurde durch die Einwanderung von Juden seit dem 18. Jahrhundert bestätigt, die so erfolgreich waren, dass sie Anfang des 20. Jahrhunderts 90 Prozent des städtischen Handels kontrollierten.
Im Jahre 1865 wurde erstmals im Königreich Ungarn, zu dem die Stadt damals gehörte, mit Isaac Diner (auch Izák Diener) der erste Jude zum Bürgermeister gewählt. Dies war drei Jahre bevor Juden die vollen Bürgerrechte erlangten. Auch die Bürgermeister Jozef Stern und Emanuel Steiner waren Juden. Während des Zweiten Weltkriegs wurde die jüdische Gemeinde fast vollständig ausgelöscht.
Im 19. Jahrhundert wurde die Stadt zu einem der Zentren der Slowakischen Nationalbewegung und galt als Sitz der slowakischen evangelischen Intelligenz im Gegensatz zu den „katholischen“ Städten Ružomberok oder Martin. Mit der Uraufführung von Ján Chalupkas Komödie Kocúrkovo im Jahr 1830 begann die Geschichte des slowakischen Laienspiels. 1844 wurde der slowakische Verein Tatrín gegründet, der u. a. die neulich kodifizierte slowakische Schriftsprache von Ľudovít Štúr verbreitete. Während der Revolution von 1848/49 war die Stadt eines der Zentren des Slowakischen Aufstandes und des slowakischen politischen Lebens. Aber auch bis zur Entstehung der Tschechoslowakei blieb die Stadt für die Slowaken bedeutend.
Die langsam verfallenden Zünfte wurde in der zweiten Hälfte des 19. Jahrhunderts durch neu entstehende Manufakturen und Unternehmen ersetzt, insbesondere nach der Fertigstellung der Bahnstrecke Košice–Žilina 1871/72. Zum Ende des 19. Jahrhunderts dominierte die Leder verarbeitende Industrie, aber es gab auch eine Textilfabrik, Druckerei, Likörfabrik und weitere.
Nach der Eingliederung in die Erste Tschechoslowakische Republik im Spätjahr 1919 trug der Ort den offiziellen slowakischen Namen Liptovský Svätý Mikuláš, der aber auch schon vorher verwendet wurde. In der Tschechoslowakei war Liptovský Mikuláš von 1923 bis 1928 Sitz der Grafschaft Podtatranská župa, danach nur noch Sitz eines Okres. In der Ersten Slowakischen Republik (1939–1945) war aus konfessionellen Gründen Ružomberok anstelle von Liptovský Mikuláš Sitz der Grafschaft Tatranská župa. In den Schlussmonaten des Zweiten Weltkriegs war die Gegend von Januar bis März 1945 Schauplatz schwerer Gefechte. Mit der fortgesetzten Industrialisierung und Ausdehnung der Stadt kam es zu einem enormen Bevölkerungszuwachs. 1952 wurde das Attribut Svätý („heilig“) aus politischen Gründen aus dem Namen entfernt. In den 1970er Jahren entstand unmittelbar westlich der Stadt der Liptauer Stausee (slowakisch Liptovská Mara).

## Bevölkerung
| Jahr                | 1994   | 2004    | 2014    | 2024    |
| ------------------- | ------ | ------- | ------- | ------- |
| Anzahl der Personen | 33.401 | 32.930  | 31.593  | 29.860  |
| Unterschied         |        | −1,41 % | −4,06 % | −5,48 % |

| Jahr                | 2023   | 2024    |
| ------------------- | ------ | ------- |
| Anzahl der Personen | 30.040 | 29.860  |
| Unterschied         |        | −0,59 % |

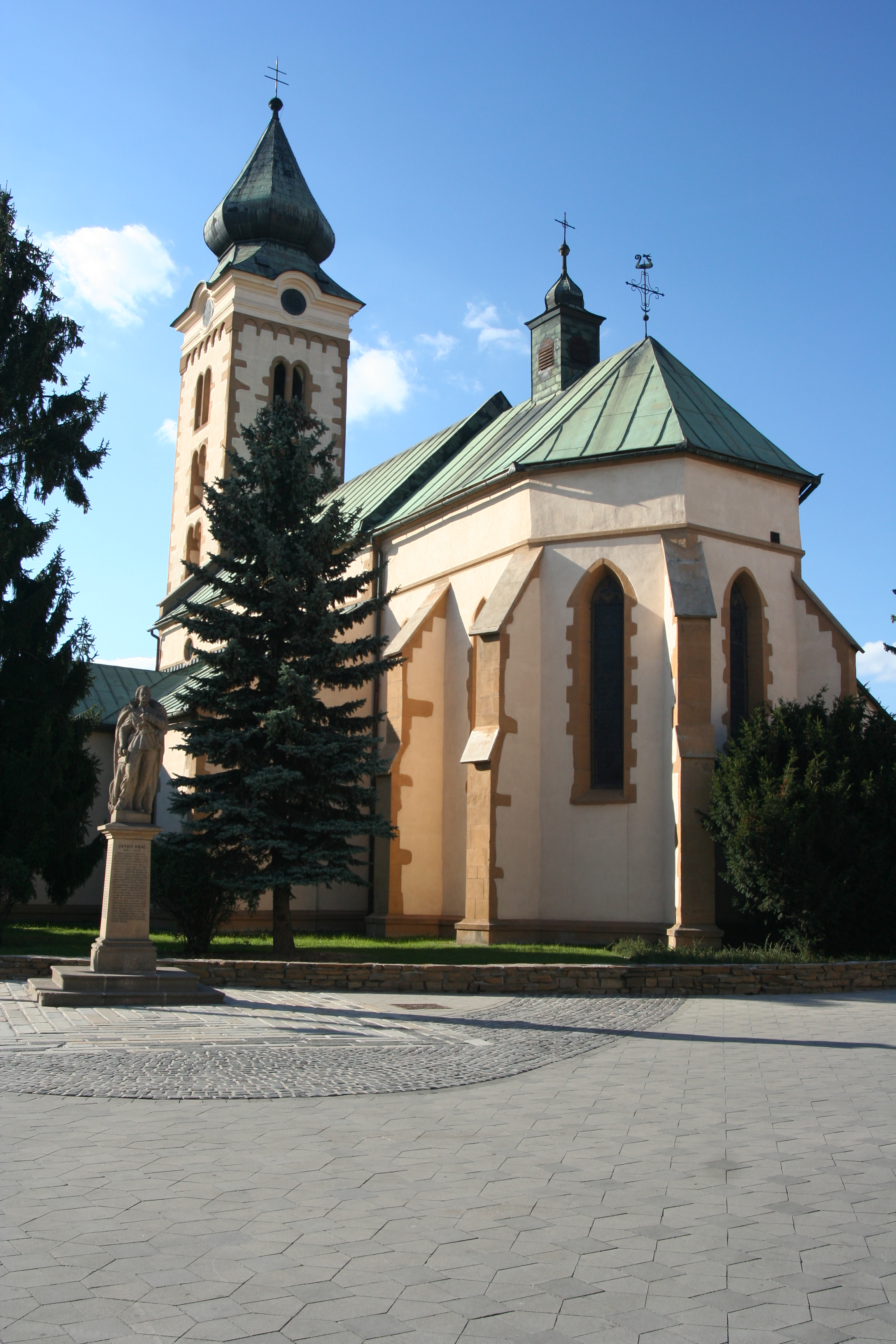
Kirche St. Nikolaus

Auszug aus den Ergebnissen der Volkszählung 2001 (33.007 Einwohner):
Nach Ethnie
- 94,07 % Slowaken
- 02,30 % Sinti und Roma
- 02,10 % Tschechen
- 00,28 % Magyaren
- 00,14 % Mährer

Nach Religion
- 34,88 % römisch-katholisch
- 32,26 % konfessionslos
- 26,85 % evangelisch
- 03,33 % keine Angabe
- 00,71 % griechisch-katholisch

## Sehenswürdigkeiten

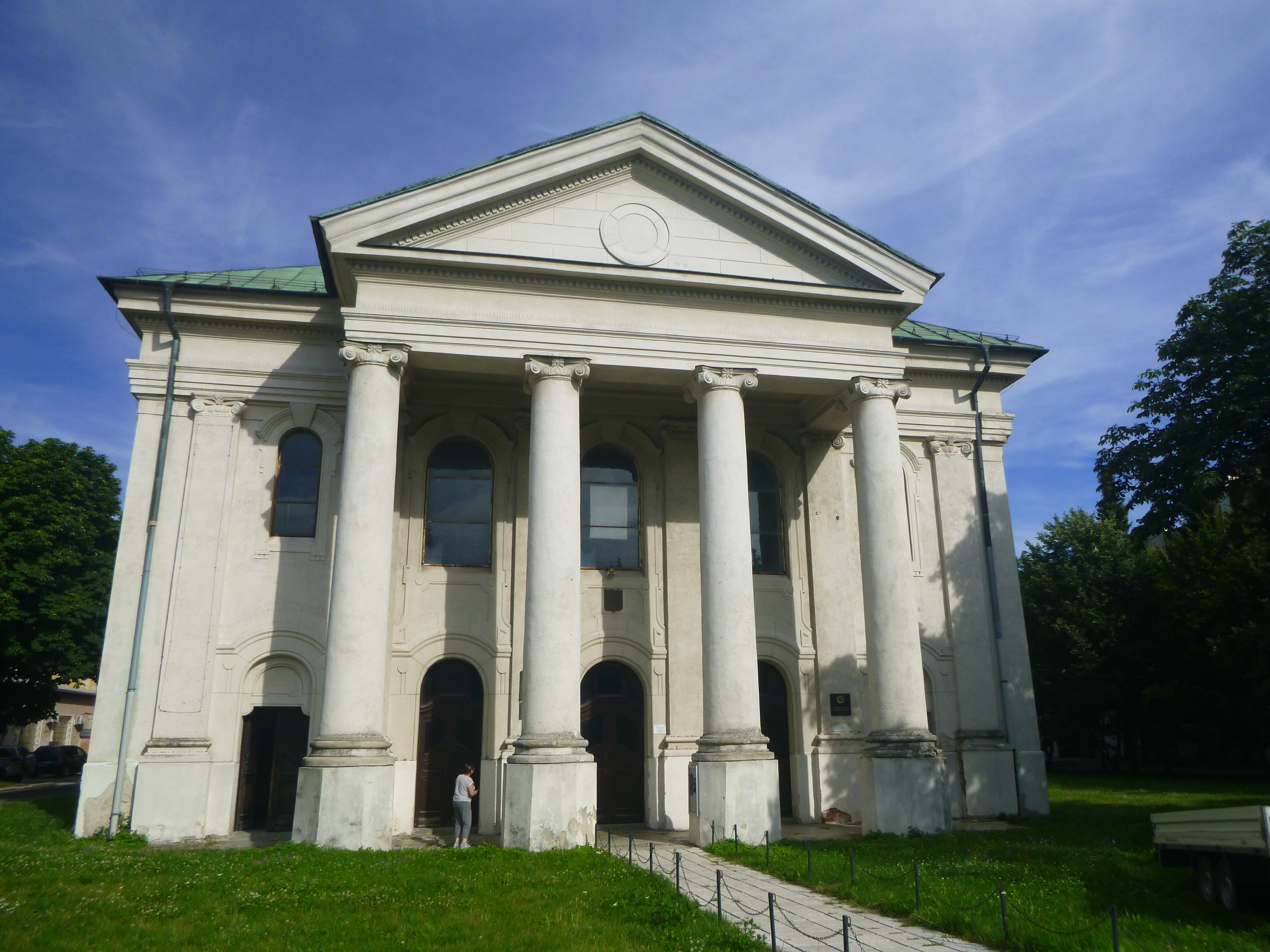
Synagoge von Liptovský Mikuláš

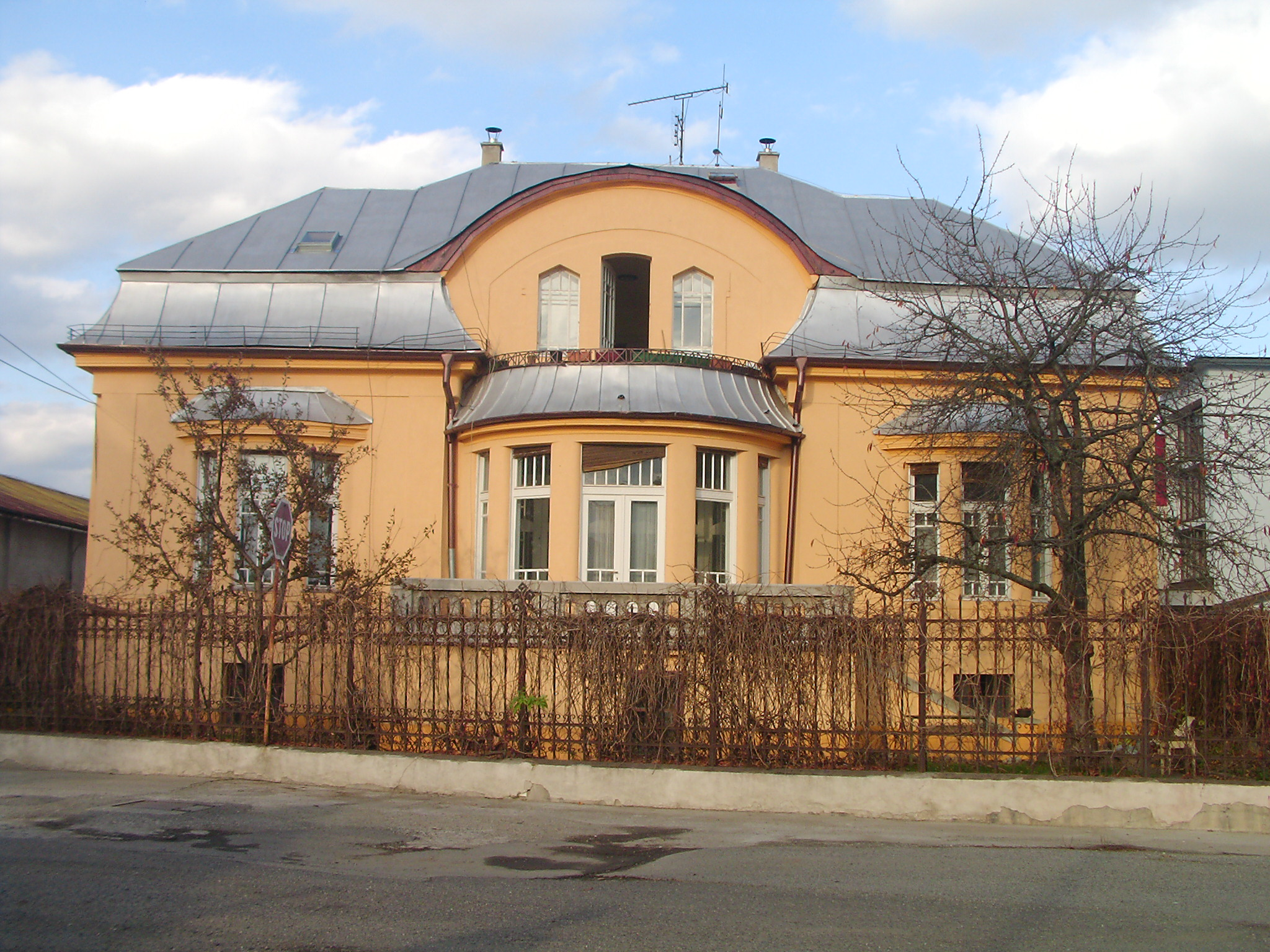
Die Villa von Ľudovít Pazerini (1916), entworfen vom Architekten Milan Michal Harminc. Pazerini hieß auf Ungarisch auch Lajos Pazerini.

Die meisten Sehenswürdigkeiten stehen um den Platz Námestie osloboditeľov (deutsch Platz der Befreier). An der Südseite befindet sich die römisch-katholische Kirche St. Nikolaus (slowakisch Kostol sv. Mikuláša), im 15. Jahrhundert errichtet und spätgotisch gestaltet. Gleich nebenan steht das älteste weltliche Gebäude der Stadt, das Herrenhaus von Pongrácz (slowakisch Pongrácovská kúria), das zwar aus dem 15. Jahrhundert stammt, dessen gotisches Aussehen aber längst verschwand. Im Hof befindet sich noch ein Teil der mittelalterlichen Befestigung der Kirche und des Hauses. An der Westseite des Platzes steht das barocke Erste Gespanschaftshaus (slowakisch Prvý stoličný dom), nach einigen Jahrzehnten ersetzt durch das neuere klassizistische Komitatshaus (slowakisch Župný dom) in der Mitte des Platzes. Ein sehenswerter Bau von 1897 ist das Hotel Europa, das ehemalige Hotel Royal. Dieses gehörte einst dem jüdischen Ehepaar Stern. Weite Teile der Lederfabrik des jüdischen Unternehmers Ľudovít Pazerini (1877–1939) sind noch erhalten.
Noch im Zentrum der Stadt befinden sich ein Jesuitenkloster, eine evangelische Kirche, eine im 19. Jahrhundert errichtete klassizistische Synagoge, eine der größten der Slowakei – die allerdings nur noch ein Museum und Kulturhaus ist –, sowie das Sezessionsgebäude des heutigen Gymnázium Michala Miloslava Hodžu. Ein naturhistorisches Museum mit besonderem Fokus auf Umweltschutz und Höhlenforschung ist das Slowakische Museum für Naturschutz und Speläologie. Dieses ist im ehemaligen Jesuitenkloster eingerichtet. Auch Janko Kráľ und Peter Michal Bohúň sind in Liptovský Mikuláš eigene Museen gewidmet.
Wegen ihrer Lage ist die Stadt ein Ausgangspunkt für verschiedene lohnende Ziele in der Umgebung. In wenigen Kilometern kann das Höhlensystem im Tal von Demänovka mit Demänováer Freiheits- und Eishöhle sowie das Skigebiet Jasná in der Niederen Tatra erreicht werden, ebenso wie ein Aquapark namens Tatralandia am Nordufer des Liptauer Stausees.

## Verkehr

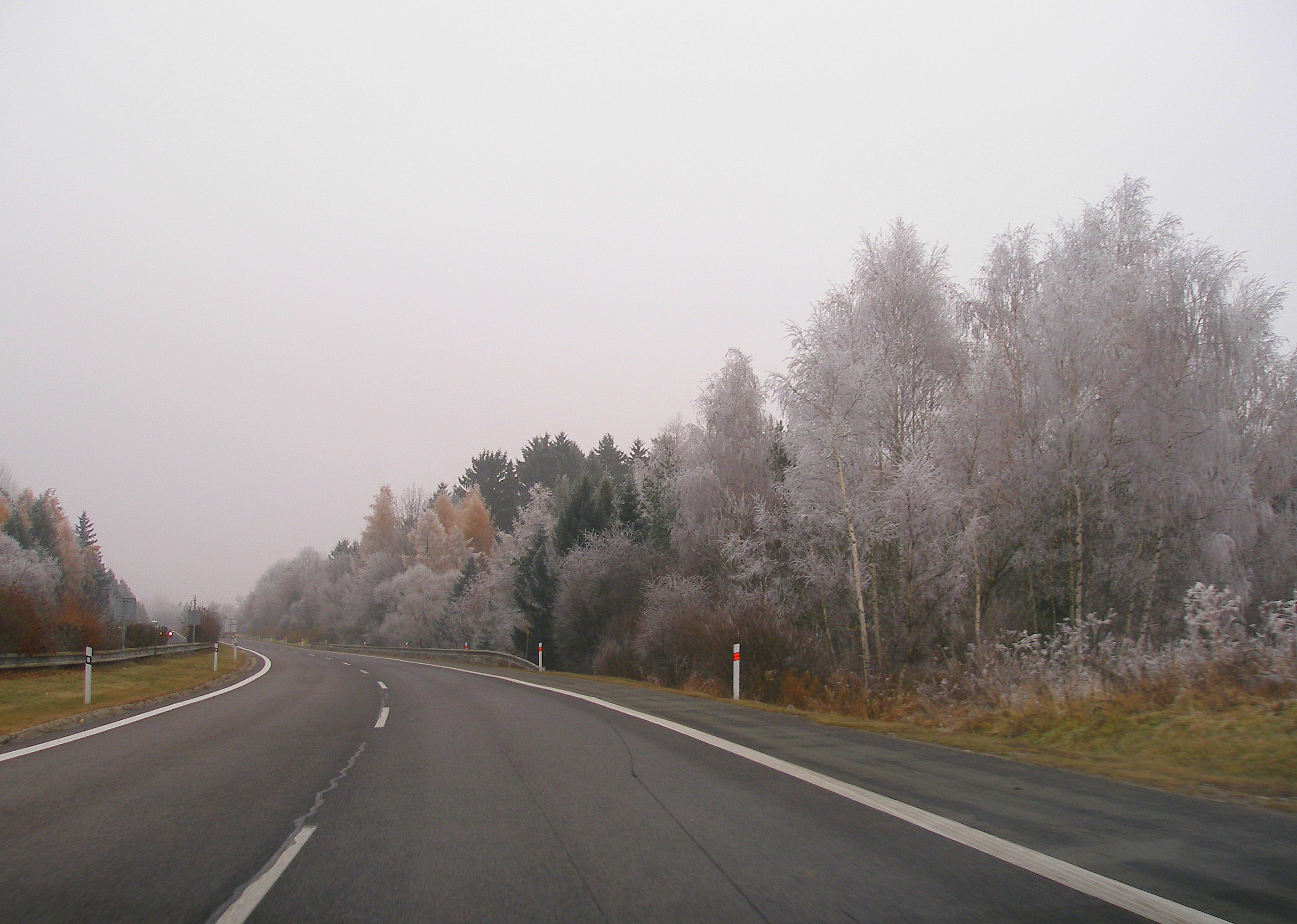
Autobahn D1 westlich der Stadt

Die Stadt verfügt über einen Anschluss an die Autobahn D1 (Anschlussstelle Liptovský Mikuláš) und liegt an der zweigleisigen Bahnstrecke Košice–Žilina. Der öffentliche Personennahverkehr in der Stadt wird von 14 Buslinien bewältigt.

## Wirtschaft und öffentlicher Sektor
In der Stadt befindet sich u. a. die Brennerei St. Nicolaus, die neben anderen Produkten den in der Slowakei sehr bekannten Kräuterlikör Demänovka herstellt.
Hier befindet sich die Slowakische Höhlenverwaltung, ein Fachbehörde des Umweltministeriums zum Schutz und zur Betreuung der über registrierten 7100 Höhlen im Land. Eine slowakische Höhlendatenbank wird vom ebenso hier ansässigen Slowakischen Museum für Naturschutz und Höhlenforschung geführt.

## Sport
Der MHk 32 Liptovský Mikuláš spielt seit der Gründung der slowakischen Extraliga in dieser, konnte aber noch nie den Meistertitel gewinnen.

## Söhne und Töchter der Stadt

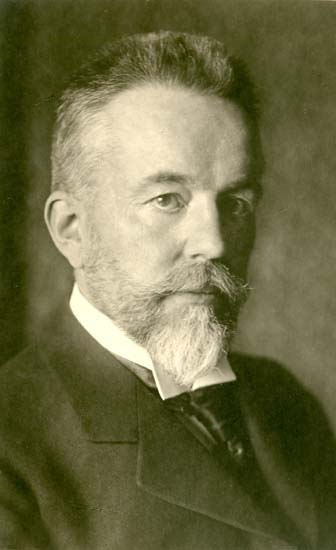
Aurel Stodola

- Jozef Božetech Klemens (1817–1883), Maler, Bildhauer, Fotograf, Erfinder und Naturwissenschaftler
- Janko Kráľ (1822–1876), romantischer Dichter
- Ján Levoslav Bella (1843–1936), Komponist
- Wilhelm Bacher (1850–1913), jüdischer Gelehrter
- Eduard Baneth (1855–1930), Rabbiner in Berlin
- Aurel Stodola (Ivan Stodola; 1859–1942), Wegbereiter der Dampf- und Gasturbine, Professor an der ETH Zürich
- Samuel (von) Fischer (1859–1934), Buchhändler und Verleger
- Slavoljub Eduard Penkala (1871–1922), Ingenieur und Erfinder
- Martin Rázus (1888–1937), Politiker, Dichter, Journalist, evangelischer Pfarrer
- Ervin Paul Hexner (1893–1968), Rechts-, Wirtschafts- und Politikwissenschaftler
- Janko Alexy (1894–1970), Maler
- Koloman Sokol (1902–2003), Maler
- Ladislav Hanus (1907–1994), Philosoph, Theologe, Publizist
- Pavol Strauss (1912–1994), Arzt, Philosoph, Essayist und Übersetzer
- Ivan Laučík (1944–2004), Schriftsteller
- Ivan Pacák (* 1962), Skirennläufer
- Jerguš Bača (* 1965), Eishockeyspieler
- Milan Madaj (* 1970), Skibergsteiger
- Ivan Droppa (* 1972), Eishockeyspieler
- Lenka Ilavská (* 1972), Radsportlerin
- Diana Doll (* 1976), Pornodarstellerin und Model
- Michal Martikán (* 1979), Kanute
- René Školiak (* 1979), Eishockeyspieler
- Peter Sejna (* 1979), Eishockeyspieler
- Michal Grman (* 1982), Eishockeyspieler
- Milan Jurčina (* 1983), Eishockeyspieler
- Marek Bartánus (* 1987), Eishockeyspieler
- Tomáš Kriško (* 1988), Volleyballspieler
- Klaudia Medlová (* 1993), Snowboarderin
- Petra Vlhová (* 1995), Skirennläuferin
- Jakub Grigar (* 1997), Kanute
- Gabriela Gajanová (* 1999), Leichtathletin
- Michaela Pállová (* 1999), Volleyballspielerin
- Samko Bernat[10] (* 1999), Filmproduzent, Filmregisseur und Drehbuchautor
- Šimon Nemec (* 2004), Eishockeyspieler